# Альтерна
«Альтерна» — высокопольные городские автобусы, созданные фирмой «Альтерна» и производившиеся с 1992 по 2002 годы различными предприятиями. Всего было выпущено около 300 шт. различных модификаций.

## История
В 1991 году руководство Ликинского автобусного завода разрешило своим подразделениям быть самостоятельными, образовавшиеся организации получили возможность брать в аренду корпуса завода. Первым отделился Научно-технический центр (НТЦ) ЛиАЗ, который планировал создавать альтернативные автобусы, отличающиеся от автобусов ЛиАЗа и других отечественных производителей, в том числе автобус среднего класса взамен ЛАЗ-695, производство которого оказалось на территории Украины. На базе НТЦ ЛиАЗ было организовано ТОО «Альтерна». Фирме понадобилось два года, чтобы стать независимой, в том числе для выкупа необходимой территории.
Осенью 1992 года был готов первый образец междугороднего автобуса «Альтерна-4215» (АЕ1). Уже в январе 1993 года был создан средний автобус «Альтерна-4216» (АЕ4), ставший самым массовым в семействе, а затем - сочленённая «Альтерна-6230» (АЕ5) и перронная «Альтерна-7202» (АЕ2), существовавшая в единственном экземпляре (о судьбе остальных автобусов семейства см. ниже). Машины были простыми и их агрегаты легко заменялись.
Автобус предполагалось спроектировать таким образом, чтобы производство могло быть налажено на небольших авторемонтных и машиностроительных предприятиях. Многие предприятия на тот момент простаивали. Выполнялись только технологически несложные операции (гибка, резка, сварка) — плоские борта и окна, минимальный набор деталей для кузова; автобус делался на одном предприятии. Ценой такого упрощения был примитивный дизайн «тепловозного вида» (не в последнюю очередь за счет плоских лобовых стекол) и сравнительно высокий пол в салоне.
Пожар на заводе двигателей КАМАЗа, произошедший 14-15 апреля 1993 года, заставил «Альтерну» срочно подбирать новые двигатели для автобуса, в моторном отсеке которого, как и у ЛиАЗ-5256, был применён дизель КамАЗ-7402. Вскоре начались и перебои с импортом задних мостов «Raba» из Венгрии. Всё это привело к частичной остановке конвейера. Во избежание аналогичных ситуаций, фирма «Альтерна» изначально создавала автобусы, на которые можно было установить разные не только двигатели (Cummins и Deutz), но также и другие узлы.
В 1995 году создатель «Альтерны» Владимир Жаворонков покинул фирму. После этого производство автобусов на предприятии прекратилось. При постройке последней «Альтерны-4216» был применён рестайлинг (в частности, был изменён дизайн передней части). Дальнейших планов по возрождению производства не было. Впоследствии АОЗТ «Альтерна» какое-то время выпускало автомобили скорой помощи на базе ГАЗ-33021 «ГАЗель», а затем было ликвидировано.
Производство автобусов семейства
В 1992-1993 построили около 7 автобусов Альтерна-4215, которые работали, как правило, на междугородных рейсах.
На площадях самой Альтерны построили в 1993-1995 гг. около 30 средних автобусов. Документацию на «Альтерну-4216» приобрели в 1993 г. Энгельсский завод спецавтомобилей (АО «Спецавто») (до 1997 г. собрали ок. 150 шт.) и ТОО «Агрореммаш» в Перми (до 1995 г. построено ок. 30 шт.). В 1995-1998 гг.
7 автобусов собрало ПО «Амурмаш» в Амурске Хабаровской области. В 1995 г. АТК «Оренбургавтотранс» после неудачной попытки начать сборку автобуса передало документацию ОАО «ОЗТП-Сармат» в Орске (до 1999 г. собрано ок. 50 экз.). Попытки СП «Аксу» (Казахстан), Вологодского механического завода, СП «Новосибавторемонт», заводов в Рыбинске и Красногвардейске начать производство успехом не увенчались - часть вообще не собрала ни одной машины, а, например, казахское СП изготовило всего 2 «Альтерны».
«ОЗТП-Сармат» и ЭЗСА в 1997 модернизировали и «облагородили» «Альтерну-4216». ЭЗСА-4217 выпускался до 2002 г., Сармат-4225 «Надежда» - в 1999-2000 гг. в небольших количествах.
Сочленённую "Альтерну-6230" в Ликино-Дулёво собрали в единственном экземпляре. "Агрореммаш" в 1993 также изготовил один автобус, "Сармат" в 1996-1998 сделал около 6 "гармошек". В Орске в 1997-2000 было собрано две модернизированных "гармошки" Сармат-6221 "Надежда".

## Факты
- В 1993 году самый первый экземпляр междугородной «Альтерны» совершил пробег Москва - Париж. Кроме того, он же обслуживал российских бегунов на парижских соревнованиях.
- Впервые «Альтерна» (в лице, правда, только сочленённого автобуса) была продемонстрирована на столичной выставке «Автоинициатива-93».
- ЭЗСА представил на базе мод. 4216 передвижную сберкассу.
- В 1996 году единственный двухсторонний автобус "Альтерна-7202" применялся для подвоза пассажиров к самолету и обратно в аэропорту Домодедово.
- Ни один экземпляр междугороднего (4215), сочленённого (6230) и перронного (7202) автобуса до настоящего времени не сохранился. Уцелели единичные образцы городской модели 4216, один в качества музейного экспоната.